# Campsicnemus breviciliatus
Campsicnemus breviciliatus är en tvåvingeart som beskrevs av Octave Parent 1939. Campsicnemus breviciliatus ingår i släktet Campsicnemus och familjen styltflugor. Inga underarter finns listade i Catalogue of Life.